# 沖縄県道138号線
沖縄県道138号線（おきなわけんどう138ごうせん）は沖縄県南城市佐敷津波古と馬天港（中城湾港馬天地区）とを結ぶ一般県道。

## 概要

### 区間
- 起点：南城市佐敷字津波古（国道331号）
- 終点：南城市佐敷字津波古（馬天港）

（現在は公式には“中城湾港馬天地区”と表記されている）
- 総延長：386m（実延長も同じ）

### 通過自治体
- 南城市

### 交差する路線
- 国道331号（起点）

### 主要施設
- 馬天港（中城湾港馬天地区・終点）

### 路線バス
南城市のコミュニティバス「Nバス」がAルート（知念・佐敷一周線）とBルート（ニライカナイ橋・つきしろ線）が沖縄メディカル病院や馬天自動車学校前を経由するかたちで起点から一部区間通過している（県道内にバス停はない）

## 歴史・特徴
- 1953年（昭和28年）に琉球政府道138号線として指定。1972年（昭和47年）の本土復帰と同時に県道138号線となる。
- かつて馬天港は5km東にある離島久高島への定期船の発着港だったが、現在は市内東部の知念安座真の安座真港へ移している。